# NXT Vengeance Day
NXT Vengeance Day è un evento in pay-per-view di wrestling organizzato annualmente dalla WWE, in esclusiva per il roster di WWE NXT.

## Edizioni
| Edizione        | Data            | Città       | Sede            | Main event                        | Fonti |
| --------------- | --------------- | ----------- | --------------- | --------------------------------- | ----- |
| 2023 (Dettagli) | 4 febbraio 2023 | Charlotte   | Spectrum Center | Bron Breakker vs. Grayson Waller  | [ 1 ] |
| 2024 (Dettagli) | 4 febbraio 2024 | Clarksville | F&M Bank Arena  | Il'ja Dragunov vs. Trick Williams | [ 2 ] |